# ESPN
«ESPN» (Entertainment and Sports Programming Network) — американський кабельний спортивний телевізійний канал.

## Про канал
Канал ESPN був заснований в 1979 році і в той час називався Entertainment and Sports Programming Network. В 1985 році був перейменований в ESPN. Канал контролюється компанією ABC Inc. (їй належить 80 % організації), яка в свою чергу належить компанії The Walt Disney Company. 20 % ESPN належить корпорації Hearst Corporation. Канал вперше здійснив мовлення 7 вересня 1979 року.
Штаб-квартира каналу розташовується в США, місто Бристоль, штат Коннектикут. Президент компанії — Джордж Боденхаймер (англ. George Bodenheimer).